# Leo Blech

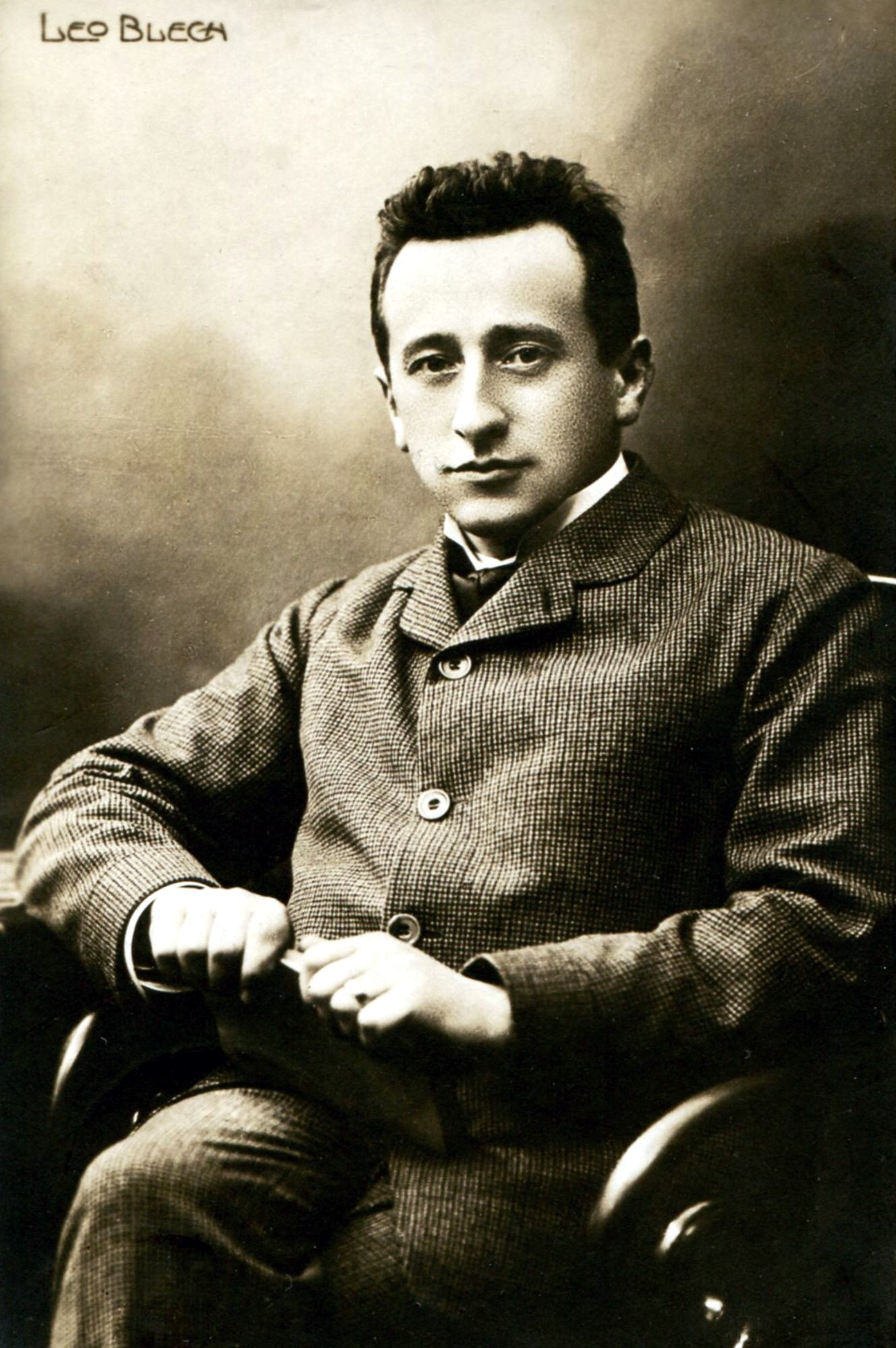
Leo Blech ok. 1900 r.

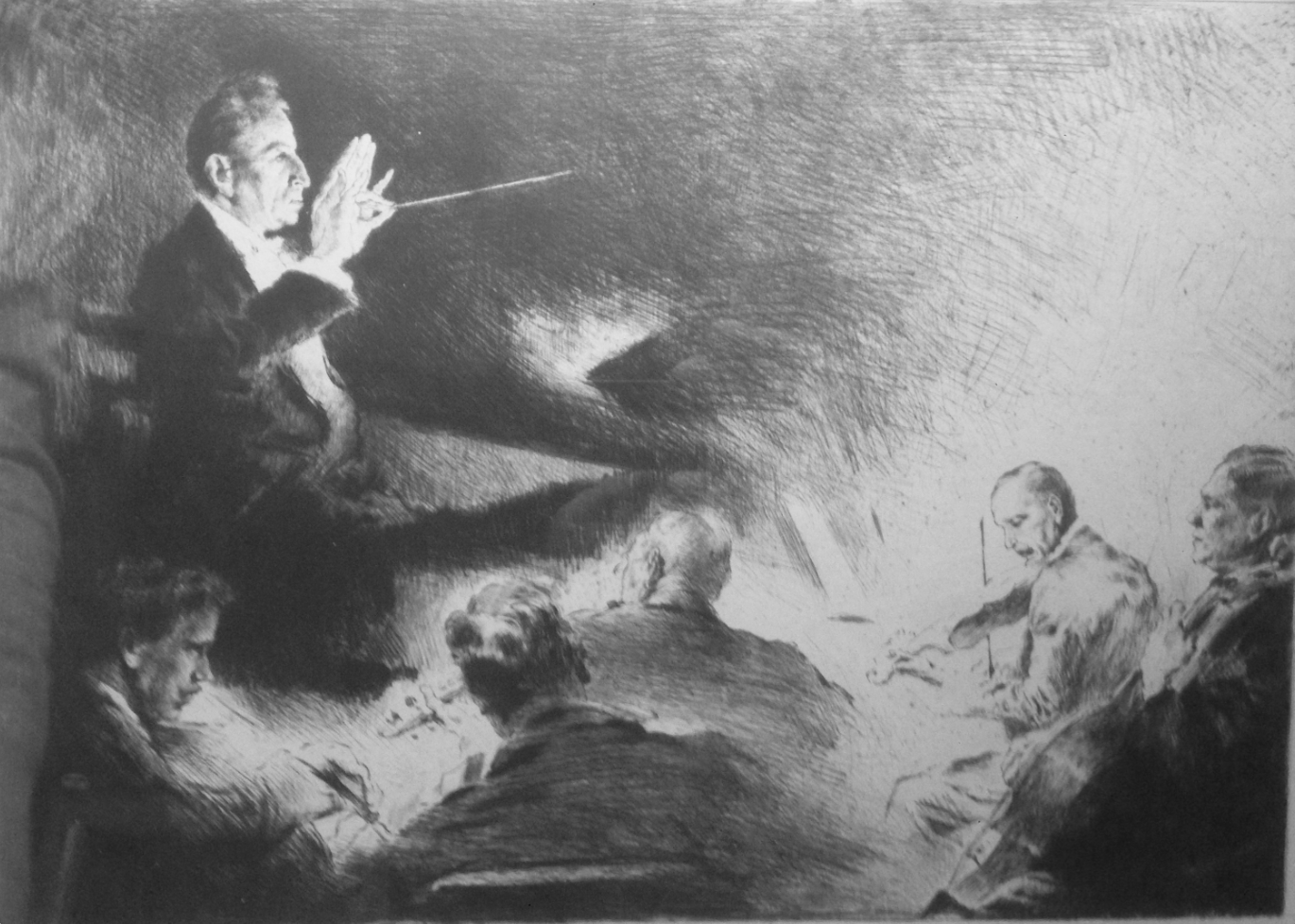
Leo Blech dyrygujący kwartetem smyczkowym w Dortmundzie w 1925 r.- Moritz Coschell

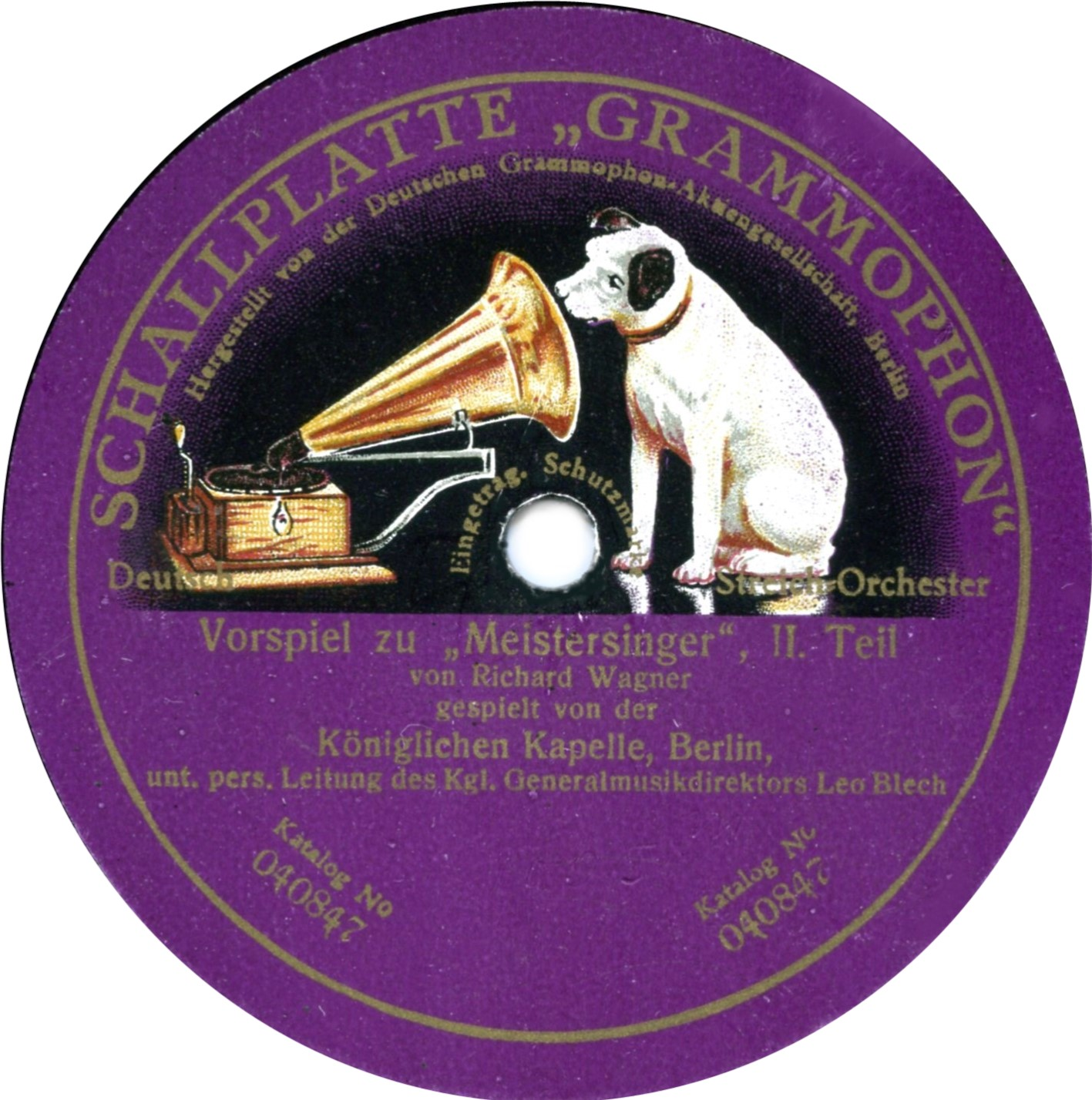
Wczesne nagranie wykonania utworu Richarda Wagnera pod batutą Leo Blecha, 1916 r.

Leo Blech (ur. 21 kwietnia 1871 w Akwizgranie, zm. 25 sierpnia 1958 w Berlinie) – niemiecki kompozytor i dyrygent. Prawdopodobnie najbardziej znany jest ze swojej pracy w Königliches Opernhaus (później Berlińskiej Opery Narodowej / Staatsoper Unter den Linden) w latach 1906–1937, a później jako dyrygent berlińskiej Städtische Oper w latach 1949–1953. Blech był znany z rzetelnych, klarownych i eleganckich wykonań, zwłaszcza utworów Wagnera, Verdiego i Carmen Bizeta (tę operę dyrygował ponad 600 razy) oraz doceniany za wrażliwość akompaniatorską.

## Wczesne lata i edukacja
Blech urodził się jako szóste dziecko w żydowskiej rodzinie w Akwizgranie w Prusach Reńskich. Jego ojciec był producentem szczotek i pędzli, w dokumentach wymieniany jest także jako właściciel sklepu z fortepianami. Dwaj starsi bracia pobierali lekcje gry na tym instrumencie, starsza siostra posiadała przynajmniej jeden fortepian. Leo również otrzymywał lekcje gry i występował publicznie w wieku 7 lat w Akwizgranie.
Po ukończeniu Hochschule für Musik w Berlinie, gdzie uczył się gry na fortepianie u Ernsta Rudorffa i kompozycji u Woldemara Bargiela, Leo Blech studiował prywatnie u Engelberta Humperdincka.

## Kariera
Po krótkiej pracy w handlu, w 1893 r. został dyrygentem w Stadttheater Aachen. Debiut w tej roli odbył się podczas premierowego wykonania opery własnego autorstwa pt. Aglaja do libretta Davida Kunhardta w dniu 4 października 1893 r.
W latach 1899–1906 dyrygował w Neues Deutsches Theater w Pradze, po czym przeniósł się do Königliches Opernhaus w Berlinie. W 1913 awansował na generalnego dyrektora muzycznego. W latach 1923–1926 zajmował różne stanowiska w operach w Berlinie i Wiedniu, m.in. w Deutsches Opernhaus, Volksoper Berlin i Volksoper w Wiedniu. W 1926 powrócił do Staatsoper unter den Linden, gdzie pozostał do czasu, gdy antysemicka polityka Adolfa Hitlera zmusiła go w 1937 roku do emigracji do Rygi, stolicy Łotwy. Tam dyrygował orkiestrą Łotewskiej Opery Narodowej i Baletu, wykładał także w konserwatorium ryskim, koncertował w Tallinnie, Moskwie i Leningradzie.
Biorąc pod uwagę znaczącą reputację Blecha w Niemczech i za granicą, Hermann Göring, ówczesny zastępca Hitlera, we wrześniu 1941 r. wydał rozkaz majorowi Karlowi Heise, szefowi Schutzpolizei w okupowanej przez Niemców Rydze, aby przyznał Blechowi i jego żonie wizę wyjazdową do neutralnej Szwecji. Dyrygent stał się jedynym żydowskim ocalałym z Rygi, który uciekł w wyniku interwencji na tak wysokim szczeblu.
W czasie i po II wojnie światowej Blech dyrygował w Sztokholmskiej Operze Królewskiej. W 1949 r. wrócił do Berlina, aby dyrygować w Städtische Oper (Opera Miejska), gdzie pracował do 1953 roku.
Blech wykonywał nagrania muzyki operowej i orkiestrowej dla wytwórni płytowych Deutsche Grammophon, HMV, Ultraphon/Telefunken, Decca i Elite.
Latem 1953 nasilające się problemy ze słuchem i upadek, zmusiły dyrygenta do zakończenia kariery. Zmarł w Berlinie w 1958 r. i został pochowany na cmentarzu przy Heerstrasse (sektor 20 Las 1e).

## Rodzina
Blech był żonaty z sopranistką Marthą Frank-Blech (ur. 1871 w Sondershausen, zm. 1962 w Berlinie) od 1899 r. Mieli dwoje dzieci. Syn Wolfgang (ur. w 1904 r. w Pradze, zm. w 1988 w Los Angeles) został biznesmenem i w 1936 wyemigrował do USA. Córka Luise (Lisel) (ur. w 1913 w Berlinie-Charlottenburgu, zm. w 2006 r. w Sztokholmie) została śpiewaczką (sopran) jak jej matka. Jej pierwszym mężem był węgierski pianista Arpád Sándor (1896-1972). Luise wyemigrowała do Szwecji w 1936 i poślubiła w Sztokholmie w roku 1938 niemiecko-szwedzkiego dyrygenta Herberta Sandberga (1902-1966), ucznia jej ojca.

## Kompozycje
- Aglaja (opera, Aachen 1893)
- Cherubina (opera, Aachen 1894)
- Von den Englein (chór żeński 1898)
- Sommernacht (chór mieszany 1898)
- Waldwanderung (na orkiestrę, 1901)
- Gavotte na wiolonczelę i fortepian op. 10b (1902)
- Das war ich! (opera, Drezno 1902, libretto Richard Batka)
- Alpenkönig und Menschenfeind (przeróbka opery Ferdinanda Raimunda, Drezno 1903)
- Aschenbrödel (opera, Praga 1905)
- Versiegelt (opera, Hamburg 1908)
- Kinderlieder: piosenki dla małych i dużych na głosy i fortepian (6 tomów 1913–1926)
- Rappelkopf (poprawiona wersja Alpenkönig und Menschenfeind, Berlin 1917)
- Die Strohwitwe (operetta, Hamburg 1920)

Blech komponował także utwory orkiestrowe, chóralne, kameralne i pieśni.